# Lesley Duncan
Lesley Duncan (Stockton-on-Tees, 12 agosto 1943 – Tobermory, 12 marzo 2010) è stata una cantante e musicista britannica.

## Biografia
È nota soprattutto per le varie collaborazioni che ha intrattenuto con artisti come Elton John e i Pink Floyd, specialmente negli anni Settanta. Pur essendo stata molto gettonata in radio, non ha mai ottenuto un grande successo commerciale; le sue canzoni parlavano spesso di problemi sociali. La discografia conta sette dischi (Black Flower, Sing Children Sing, Earth Mother, Reading Festival '73, Everything Changes, Moonbathing, Maybe It's Lost), mentre le apparizioni live sono state veramente esigue.
Duncan è stata una fondamentale corista nella compagnia di Elton John: appare in album come Elton John, Tumbleweed Connection, Friends e Madman Across the Water. In Tumbleweed Connection è addirittura presente un brano composto da lei e cantato in duetto con la rockstar, Love Song (una delle pochissime canzoni non scritte da John ad apparire nella discografia eltoniana). Lesley ed Elton eseguirono il pezzo nel corso di un concerto alla Royal Festival Hall di Londra, nel 1974: questa performance è contenuta nell'album live Here and There.
Duncan ha anche partecipato come cantante alle sessioni di registrazione di album come The Dark Side of the Moon dei Pink Floyd e Eve di The Alan Parsons Project.
Secondo alcune fonti, dopo aver abbandonato la scena musicale internazionale, si era trasferita in Cornovaglia, dove viveva insieme al marito (il compositore e produttore discografico Tony Cox).
Da alcuni anni ci sono trattative per pubblicare i suoi album anche su CD.
Lesley è morta dopo una lunga malattia il 12 marzo 2010.

## Discografia
- 1969: Black Flower
- 1971: Sing Children Sing
- 1972: Earth Mother
- 1973: Reading Festival '73
- 1974: Everything Changes
- 1975: Moonbathing
- 1977: Maybe It's Lost